# 抗利尿分泌異常症
抗利尿分泌異常症（英語：Syndrome of inappropriate antidiuretic hormone secretion，SIADH），是由于抗利尿激素的生理性的异常分泌所引发的。抗利尿激素有可能源自垂体后叶，同时也可能是由于非垂体的异常分泌所导致，例如肺部出现分泌抗利尿激素的肿瘤。当抗利尿激素未受到抑制时，会促使肾小管将更多不含溶质的水分重新吸收至静脉循环中。如此一来，便会引发低張力型低血鈉症，其主要特征表现为血浆渗透压降低以及血钠水平偏低。